# Llac Walker
El llac Walker (en anglès Walker Lake) és un llac que es troba a les muntanyes Endicott, una serralada que forma part de la serralada Brooks, a l'extrem més oriental del Borough de Northwest Arctic, al remot nord d'Alaska. En ell hi té les fonts el riu Kobuk, el qual després de 450 quilòmetres desguassa al Kotzebue Sound. Fou explorat el 1885 durant una expedició dirigida per John C. Cantwell, sota l'autoritat de la Revenue Marine. Des de 1968 és considerat National Natural Landmarks per ser un exemple de llac de muntanya situat en el límit arbori.